# Rosa Grünbaum

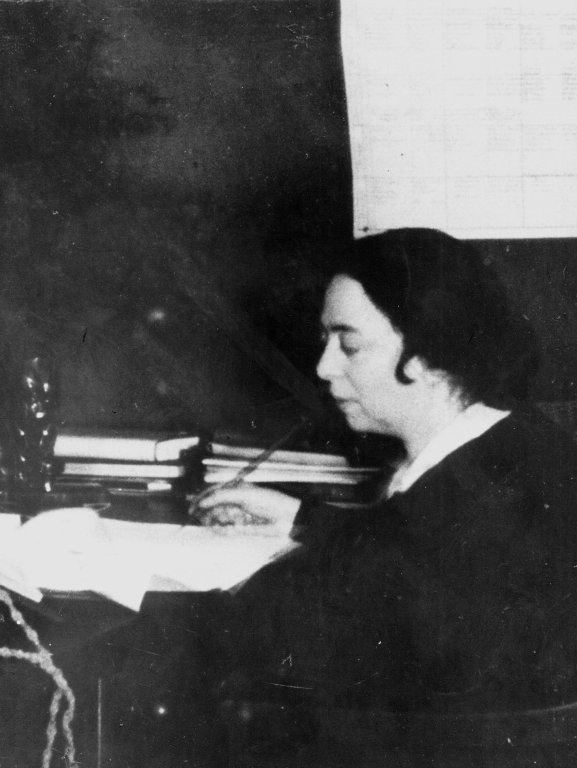
Rosa Grünbaum, Leiterin des Fröbelseminars Mannheim, ca. 1933

Rosa Grünbaum (* 4. Dezember 1881 in Karlsruhe; † 1942 in Auschwitz) war die Gründerin und erste Leiterin des Fröbelseminars zur Ausbildung von Kindergärtnerinnen in Mannheim.

## Leben
Rosa Grünbaum wurde in Karlsruhe geboren und wuchs dort auf. Ende 1890 zog sie nach Mannheim und gründete kurz darauf mit ihrer Schwester Viktoria, genannt Dora, Grünbaum (* 2. März 1879; † 1940) einen Kindergarten für Arbeiterkinder, die ansonsten ohne Aufsicht auf der Straße blieben. Parallel zur Arbeit im Kindergarten begann sie, Kindergärtnerinnen im Fröbelseminar auszubilden. Das Seminar wurde nach Friedrich Fröbel benannt, da dessen Pädagogik Grundlage der Arbeit der Grünbaums war. Ab dem Jahre 1904 bemühten sich die Grünbaumschwestern um die offizielle Anerkennung ihrer Ausbildung zur Kindergärtnerin. Doch erst 1920 wurde das Fröbelseminar staatlich anerkannt und Rosa übernahm dessen Leitung. Rosa Grünbaum war eine geborene Kindergärtnerin, die von den Kindern geliebt und von ihren erwachsenen Schülern als eine Autorität hoch geachtet wurde. 1933 wurden Rosa Grünbaum und viele andere Frauen entlassen, weil sie Jüdinnen waren. Doch Rosa Grünbaum wollte mit ihrer Arbeit nicht aufhören und gründete einen jüdischen Kindergarten, was noch möglich war. 1935 richtete sie zusammen mit dem Kinderarzt Siegfried Bruchsaler (1901–1957) die jüdische Winterhilfe in Mannheim ein. Am 22. Oktober 1940 wurden Rosa und Dora Grünbaum in das französische Internierungslager Gurs deportiert, wo Dora noch im selben Jahr verstarb. Rosa Grünbaum wurde zusammen mit anderen Juden aus Gurs am 10. August 1942 nach Auschwitz verschleppt und dort ermordet.

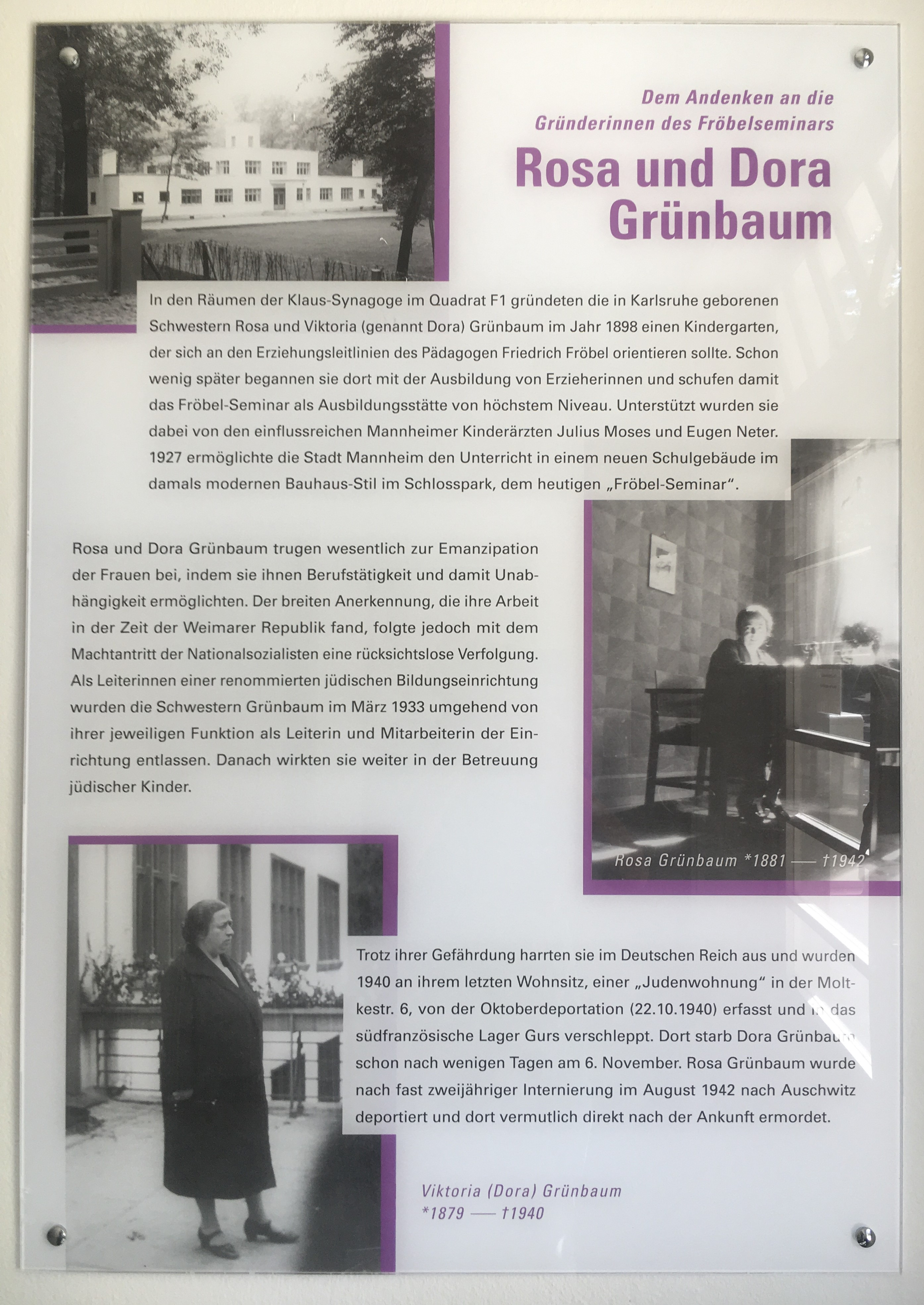
Erinnerungstafel in der Helene Lange Schule, Abt. Fröbelseminar, Mannheim

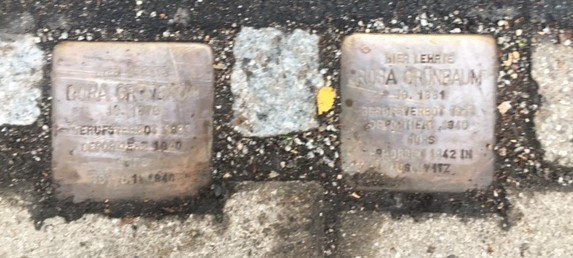
Stolpersteine für Rosa und Dora Grünbaum

## Ehrungen
2008 wurden vor der dem ehemaligen Fröbelseminar – heute Teil der Helene-Lange-Schule in Mannheim – Stolpersteine zum Gedenken an Rosa und ihre Schwester Dora verlegt, zusammen mit Stolpersteinen für den Pädagogen Julius Moses und den Kinderarzt Eugen Neter.
Außerdem ist in der Schule selbst eine Gedenktafel angebracht und ein Mannheimer Kinderhaus ist nach ihr benannt.